# A Long Vacation (album Ricky’ego Nelsona)
A Long Vacation – kompilacyjny album piosenkarza Ricky’ego Nelsona wydany przez wytwórnię Imperial Records w 1963 roku.

## Utwory
| A Long Vacation                      | 2:07 |
| Mad Mad World                        | 2:01 |
| Honeycomb                            | 2:53 |
| Baby Won't You Please Come Home      | 2:10 |
| I Can’t Stop Loving You              | 2:38 |
| Stars Fell On Alabama                | 2:30 |
| Excuse Me Baby                       | 2:38 |
| Unchained Melody                     | 2:16 |
| I'll Walk Alone                      | 2:35 |
| It's All In The Game                 | 1:58 |
| Someday (You'll Want Me To Want You) | 2:44 |
| I’m Confessin'                       | 2:14 |